# Meteorologia

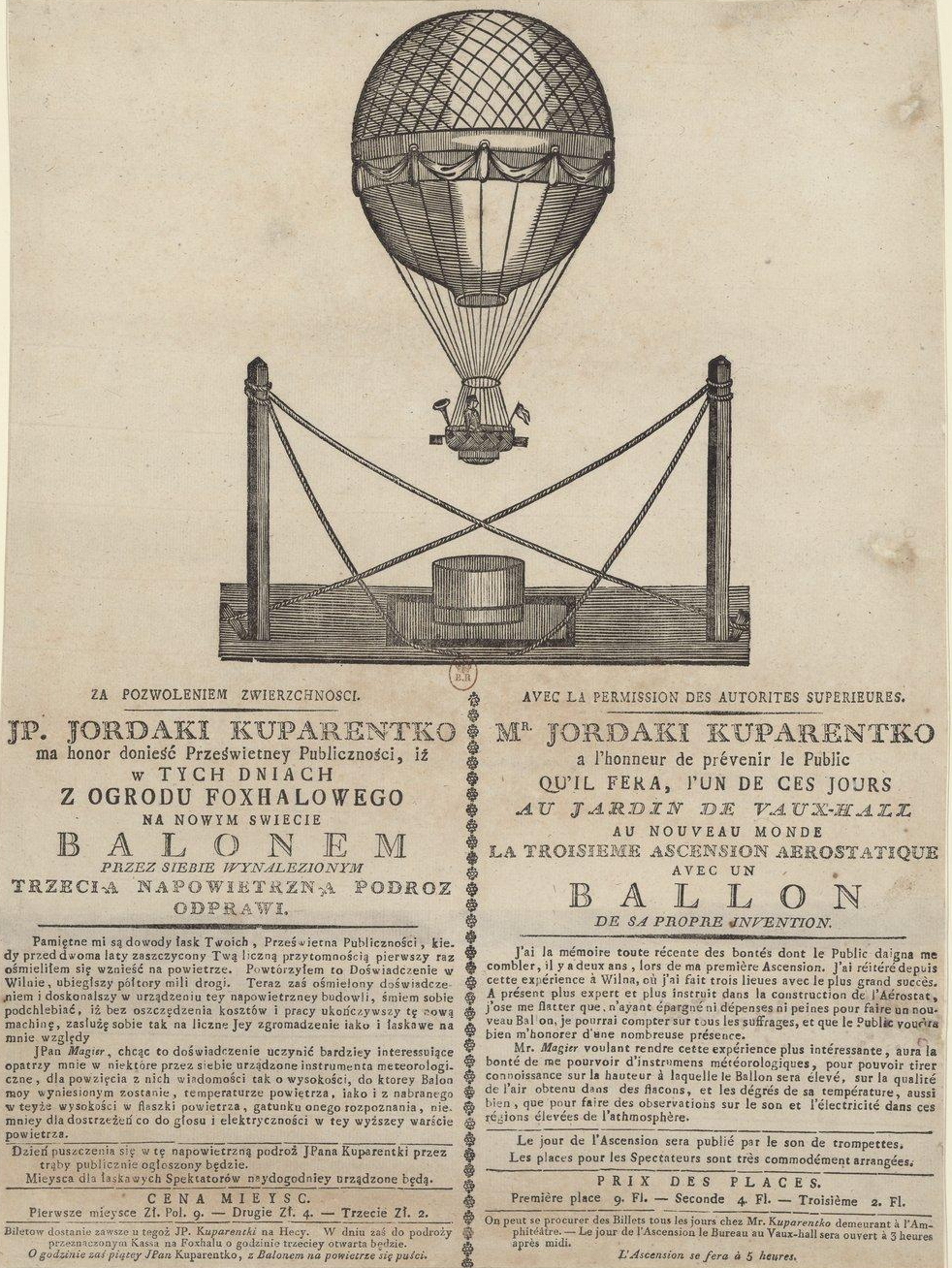
Afisz z 1808 roku reklamujący lot balonowy polskiego pioniera awiacji Jordakiego Kuparentki z zapowiedzią pierwszych napowietrznych badań meteorologicznych nad Warszawą

Meteorologia (gr. metéōron (μετέωρον) – unoszący się w powietrzu, lógos (λόγος)- słowo, wiedza) – nauka zajmująca się badaniem zjawisk fizycznych i procesów zachodzących w atmosferze, szczególnie w jej niższej warstwie – troposferze. Bada, jak te procesy wpływają na przebieg procesów atmosferycznych i stan pogody na danym obszarze.
Meteorologia, klimatologia, fizyka atmosfery i chemia atmosfery są jednymi z głównych dyscyplin nauk o atmosferze. Hydrometeorologia jest nauką zajmującą się badaniem zjawisk związanych z atmosferą i hydrosferą np. przy badaniu cyklonów tropikalnych lub zmian klimatycznych.
Obserwacje atmosfery prowadzone są w placówkach pomiarowych (stacje meteorologiczne), za pomocą standaryzowanych przyrządów w ogródku meteorologicznym. Do zbierania danych wykorzystuje się też samoloty, rakiety, balony meteorologiczne, satelity meteorologiczne i radary meteorologiczne.
Dzień Meteorologii obchodzony jest 23 marca.
Historia meteorologii – opisuje odkrycia i zmiany technologiczne, które przyczyniły się do rozwoju meteorologii i fizyki atmosfery. Główny artykuł – historia meteorologii.

## Klasyfikacja czasowa i przestrzenna
Badania zjawisk atmosferycznych można podzielić ze względu na czas w jakim zjawisko jest rozważane i jego obszar. Klimatologia zajmuje się badaniem atmosfery w dużych skalach czasowych. Inny podział czasowym jest używany przy prognozie pogody. Np. meteorologia synoptyczna zajmuje się zjawiskami pogody w skali kilku dni. W skali przestrzennej mówi się o micro, meso, i o meteorologii dużej skali.

### Meteorologia planetarnej warstwy granicznej
Meteorologia planetarnej warstwy granicznej zajmuje się procesami w warstwie będącej pod wpływem powierzchni Ziemi. Wpływ powierzchni ziemi, wymiana ciepła i tarcie, powodują, że warstwa ta jest znacznie różna od atmosfery powyżej (tzw. atmosfera swobodna). Oddziaływanie z powierzchnią ziemi powoduje wymianę strumieni ciepła i momentu. Planetarna warstwa graniczna znajduje się zarówno nad oceanami i lądami i ma tam nieco inne charakterystyki. Planetarna warstwa graniczna jest najistotniejszym elementem meteorologii dla człowieka ponieważ jest warstwą w której żyjemy. Przykładowo: chmury typu stratocumulus związane są z dynamiką warstwy granicznej; profile żagli są projektowane tak, żeby wykorzystać strukturę pionową prędkości wiatru w warstwie granicznej; zanieczyszczenia atmosferyczne są zatrzymywane lub wentylowane z warstwy granicznej z zależności od jej stabilności; fale są tworzone poprzez oddziaływanie wiatru na dolnej części warstwy granicznej.

### Meteorologia mezoskalowa
Badania meteorologii mezoskalowej (popularnie nazywane „mezoskalą”) zajmują się procesami atmosferycznymi w skali przestrzennej mniejszej niż ok. 300km; czyli mniejsze niż zjawiska w skali synoptycznej. Zjawiska w tej skali przestrzennej mogą mieć różny okres trwania. Typowymi zjawiskami są burze, linie szkwałowe, zjawiska tworzone przez orografię, bryza morska i lądowa. Mezoskala podzielona jest na kilka pod-klasyfikacji w zależności od rozciągłości przestrzennej i czasowej. Dość często zjawiskami mezoskalowymi są zjawiska lokalne takie jak bryza morska, czyli niezależne od wielkoskalowych warunków meteorologicznych. Mimo to, najczęściej istnieje oddziaływanie pomiędzy zjawiskami w mezoskali i zjawiskami w większych skalach. Mezoskala ma też wpływ na mniejsze skale przestrzenne.

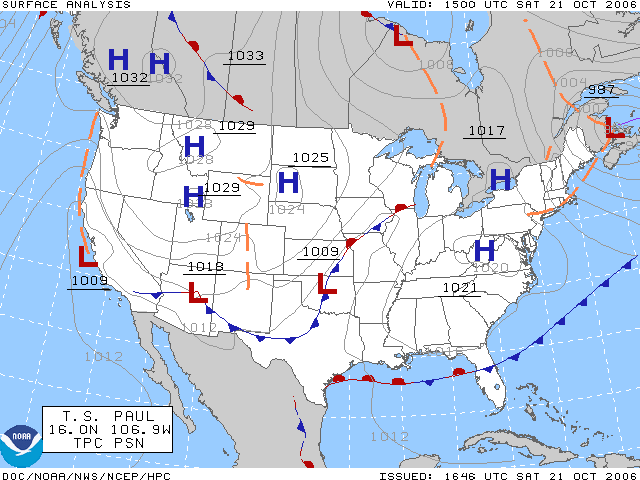
NOAA: Analiza synoptyczna na mapie. L oznacza tutaj niż, a H oznacza wyż

### Meteorologia synoptyczna
Zajmuje się zjawiskami w skali dużych systemów meteorologicznych takich jak niże i wyże średnich szerokości (Polska leży w tym obszarze). Nazwa synoptyczny oznacza jednoczesny i wiąże się z jednoczesnymi atmosferycznymi pomiarami aerologicznymi i na powierzchni ziemi. Pomiary takie wykonywane są na stacjach synoptycznych, które są rozmieszczane na lądzie co około 300 km. W średnich szerokościach geograficznych z meteorologią synoptyczna związane są przejścia frontów atmosferycznych. Ta skala zjawisk, w których systemy przychodzą co kilka dni, jest główną przyczyną różnorodności pogody w średnich szerokościach. Zjawiska synoptyczne zależą od wielkiej skali, dla przykładu częstotliwość przechodzenia systemów niżowych zależy od pory roku.

### Meteorologia wielkoskalowa
Ruchy w wielkiej skali (około 6,000km) są determinowane przez kontrast pomiędzy warunkami na równiku i obszarach biegunowymi, m.in. poprzez kontrast temperatury między tymi obszarami. Wielkoskalowy przepływ powietrza, jego prędkość i kierunek, łatwo obserwować w swobodnej atmosferze powyżej warstwy granicznej. Obserwacje uzyskuje się z pomiarów aerologicznych (sondaże meteorologiczne) na stacjach synoptycznych rozmieszczonych co około 300km. Na wysokości około 5-10 kilometrów obserwuje się wielkoskalowe fale o okresie około 6,000km nazywane falami Rossbiego. Ilość tych fal wokół Ziemi zależy od pory roku. Z tym wielkoskalowym przepływem związane są mniejsze procesy w skali synoptycznej – wyże i niże. Dlatego prognozę pogody często rozpoczyna się od analizy górnych map meteorologicznych, dają one dobry obraz ogólnych warunków pogodowych na Ziemi. Przepływ wielkoskalowy i synoptyczny jest prognozowany za pomocą globalnych modeli prognozy pogody.

### Meteorologia dynamiczna
Meteorologia dynamiczna zajmuje się opisem przepływu powietrza w atmosferze na podstawie pierwszych zasad. Innymi słowy wykorzystuje fizyczne zasady uwzględniające siły działające na cząstki powietrza, zasady termodynamiki, prawa mechaniki cieczy, wymianę turbulencyjna z podłożem, i wiele innych procesów. Stan atmosfery jest opisywany przez jej temperaturę, ciśnienie, wilgotność, prędkość i kierunek wiatru i wiele innych parametrów. Meteorologia dynamiczna stanowi podstawowe nowoczesnej prognozy pogody na podstawie numerycznego rozwiązywania równań ruchu powietrza.

## Prognoza pogody

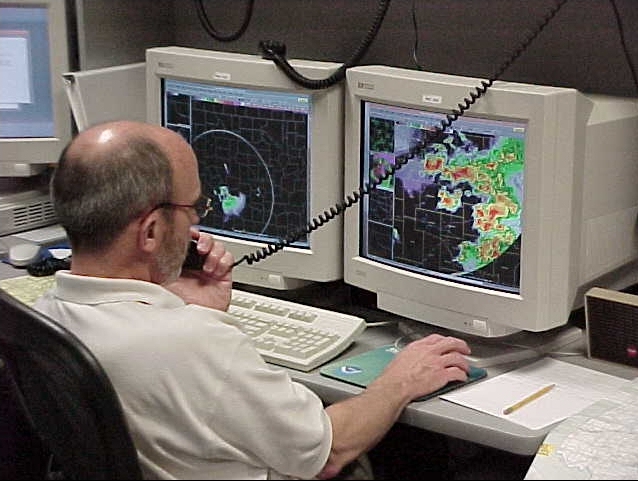
Meteorolog przy terminalach komputerowych w Storm Prediction Center w Norman w Oklahomie.

Obecnie prognozy pogody dokonywane są w dużym stopniu na podstawie numerycznych modeli cyrkulacji atmosfery, ale nadal używa się metod, które zostały rozwinięte zanim komputery stały się wystarczająco szybkie, żeby dokonywać prognoz pogody (te zmiany nastąpiły około 1980 roku). Wiele z tych metod polega na przybliżeniach dokładnych równań ruchu powietrza. Część metod polega na wiedzy osoby prognozującej pogodę dotyczącej lokalnych warunków, a także na wiedzy jak model zachowuje się w danej sytuacji. Numeryczne prognozy są także uzupełniane przez statystyki oparte na znajomości tego co się faktycznie zdarzyło. W dużym stopniu nowoczesna prognoza pogody polega na zbieraniu danych meteorologicznych, matematycznych technikach asymilacji tych danych, i terminowym rozprowadzaniu prognoz do użytkownika. Prognozy pogody, ze względu na czas, dzielą się na nowcasting (prognoza na teraz), prognozy krótkoterminowe (0–3 dni), prognozy średnioterminowe (3–10 dni) i prognozy sezonowe. Pewne zjawiska można też starać się przewidywać w dłuższych skalach czasowych (np. globalne oscylacje El Niño lub NAO). Ze względu na obszar prognozy dzielą się na lokalne, mezoskalowe i globalne. Prognozy są też wyspecjalizowane dla wielu obszarów działalności człowieka: m.in. dla rolnictwa, w obszarach górskich, dla wojska, dla żeglugi, dla transportu, i wielu innych.

## Pomiary meteorologiczne
Instrumenty meteorologiczne służą do pomiarów takich wielkości jak temperatura, ciśnienie, wilgotność, kierunek i prędkość wiatru. Pomiary naziemne dokonywane są w specjalnych klatkach meteorologicznych. Dokonuje się także pomiarów tych wielkości za pomocą sondaży meteorologicznych, najczęściej za pomocą bezpośrednich pomiarów za pomocą aparatury zawieszonej na balonach meteorologicznych. Inne pomiary dokonywane są metodami teledetekcyjnymi. Np. ocena prędkości wiatru może być dokonana na podstawie pomiarów ruchu chmur. Pomiary satelitarne wykorzystują różne długości fal elektromagnetycznych do oceny prędkości wiatru na powierzchni ziemi, ilości pary wodnej w atmosferze, czy rozkładu temperatury z wysokością w atmosferze.

## Studia meteorologiczne w Polsce
Proces kształcenia meteorologii w Polsce prowadzony jest głównie na wydziałach geograficznych oraz fizycznych. Program nauczania w obu przypadkach jest istotnie różny ze względu na podstawy matematyczno-fizyczne. Na kierunkach geograficznych proces dydaktyczny ukierunkowany jest na synoptykę, metody pomiarowe oraz klasyczną klimatologię. W drugim przypadku główny nacisk poświęcony jest na opis oraz modelowanie numeryczne procesów fizycznych zachodzących w atmosferze. Jedyne studia w tym zakresie odbywają się na Wydziale Fizyki Uniwersytetu Warszawskiego w Zakładzie Fizyki Atmosfery. W przypadku kierunków geograficznych studia meteorologiczne odbywają się na Uniwersytecie Warszawskim, Uniwersytecie Jagiellońskim, Uniwersytecie Gdańskim, Uniwersytecie Śląskim w Katowicach, Uniwersytecie Wrocławskim, Uniwersytecie Łódzkim, Uniwersytecie Marii Curie-Skłodowskiej w Lublinie, Uniwersytecie Mikołaja Kopernika w Toruniu oraz Uniwersytecie im. Adama Mickiewicza w Poznaniu. Meteorologia nauczana jest również w katedrach agrometeorologii Akademii Rolniczych (Uniwersytet Przyrodniczy w Poznaniu) oraz na wydziałach Inżynierii Środowiska Politechnik. Studia w zakresie meteorologii na potrzeby wojska realizowane są również w Wojskowej Akademii Technicznej.

## Historia meteorologii w Polsce
Najstarsze udokumentowane pomiary pogody na ziemiach polskich rozpoczęły się w 1654 roku. Wówczas Warszawa została włączona do sieci florentyńskiej obejmującej do 1667 r. 11 stacji w Europie. W Gdańsku profesor Gimnazjum Akademickiego Michael Christian Hanow prowadził zapisy w latach 1739–1772. Od 1792 do 1825 r. prowadzono pomiary w Obserwatorium Astronomicznym w Krakowie, założonym przez Jana Śniadeckiego. Jednocześnie od 1791 r. prowadzone są ciągłe zapisy na Wieży Matematycznej Uniwersytetu Wrocławskiego.
W 1803 w Warszawie pionier meteorologii Jacek Krusiński opublikował Rozprawę o dostrzeżeniach meteorologicznych, która uznawana jest za pierwszy na ziemiach polskich aktualny zarys wiedzy z zakresu meteorologii. Rok wcześniej w Towarzystwie Warszawskim Przyjaciół Nauk złożył również wniosek o powołanie komisji do przeprowadzania meteorologicznych obserwacji na terenie wszystkich ziem polskich, który nie został zrealizowany .